# Милош Антић (фудбалер, 1989)
Милош Антић (Врање, 3. јул 1989) српски је фудбалер. Син је фудбалског тренера Драгана Антића.